# Adolphe Goupil

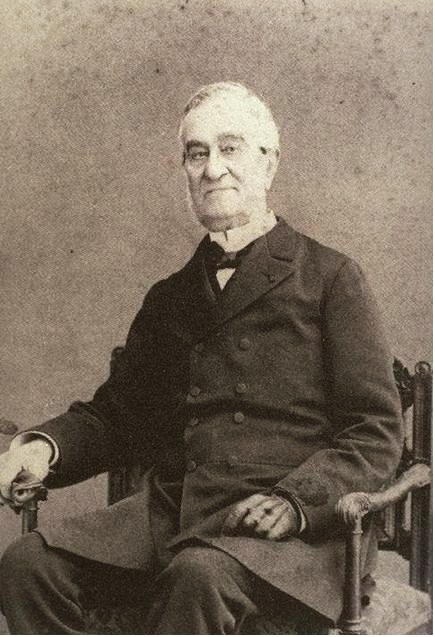
Adolphe Goupil, Foto

Jean-Baptiste Michel Adolphe Goupil (* 7. März 1806 in Paris; † 9. Mai 1893 in Saint-Martin-aux-Chartrains) war ein französischer Drucker, Buch- und Kunsthändler, Verleger, Publizist und Galerist. Mit seinen Partnern baute er den größten Kunstverlag des 19. Jahrhunderts auf.

## Leben
Goupil, zweitgeborener Sohn des Apothekers Auguste Marie Goupil (1766–1849) und dessen Ehefrau Anne-Marie Pierrette Lutton (1774–1849), einer Enkelin des Malers Hubert Drouais und Nichte des Malers François-Hubert Drouais, erhielt eine Ausbildung als Drucker. Wahrscheinlich über den Maler Charles Mozin lernte Adolphe Goupil den aus Dresden gebürtigen Kunst- und Grafikhändler Heinrich Rittner kennen, der 1825 nach Paris gezogen war und 1827 am Boulevard Montmartre ein eigenes Geschäft eröffnet hatte. Mit ihm ging er im Februar 1829 in der Firma Rittner & Goupil eine erfolgreiche Partnerschaft ein. Im August 1829 heiratete er Victorine Élisabeth, geborene Brincart (1808–1886). Das Paar hatte fünf Kinder, darunter den Sohn Albert (1840–1884), der 1877 in das väterliche Geschäft einstieg, sowie die Tochter Marie (1845–1912), die 1863 den Bildhauer und Historienmaler Jean-Léon Gérôme heiratete. 

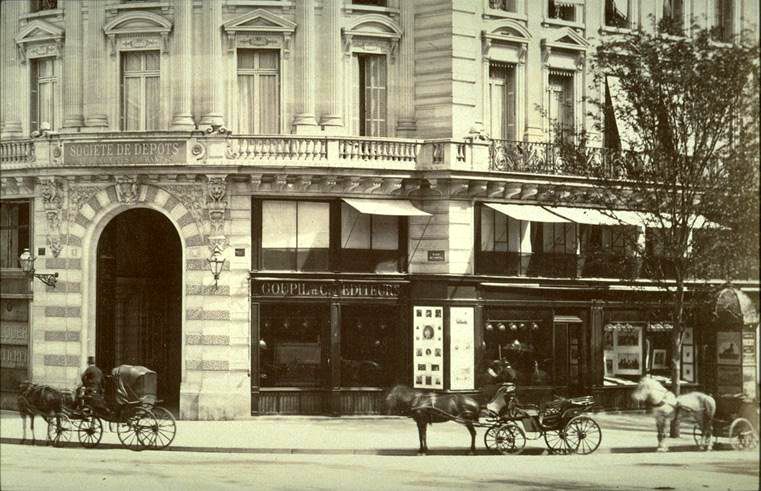
Galerie Goupil & Cie. in Paris, 19. Jahrhundert

Das Unternehmen Rittner & Goupil beschäftigte sich mit dem Drucken und Verlegen von Grafiken aller Art und operierte hauptsächlich in Frankreich, England und Deutschland. 1834 heiratete Rittner Julie Antoinette Brincard, die Schwester von Goupils Ehefrau. In den 1830er Jahren nahm das gemeinsame Unternehmen eine zunehmend bedeutende Stellung im europäischen Grafikhandel ein.

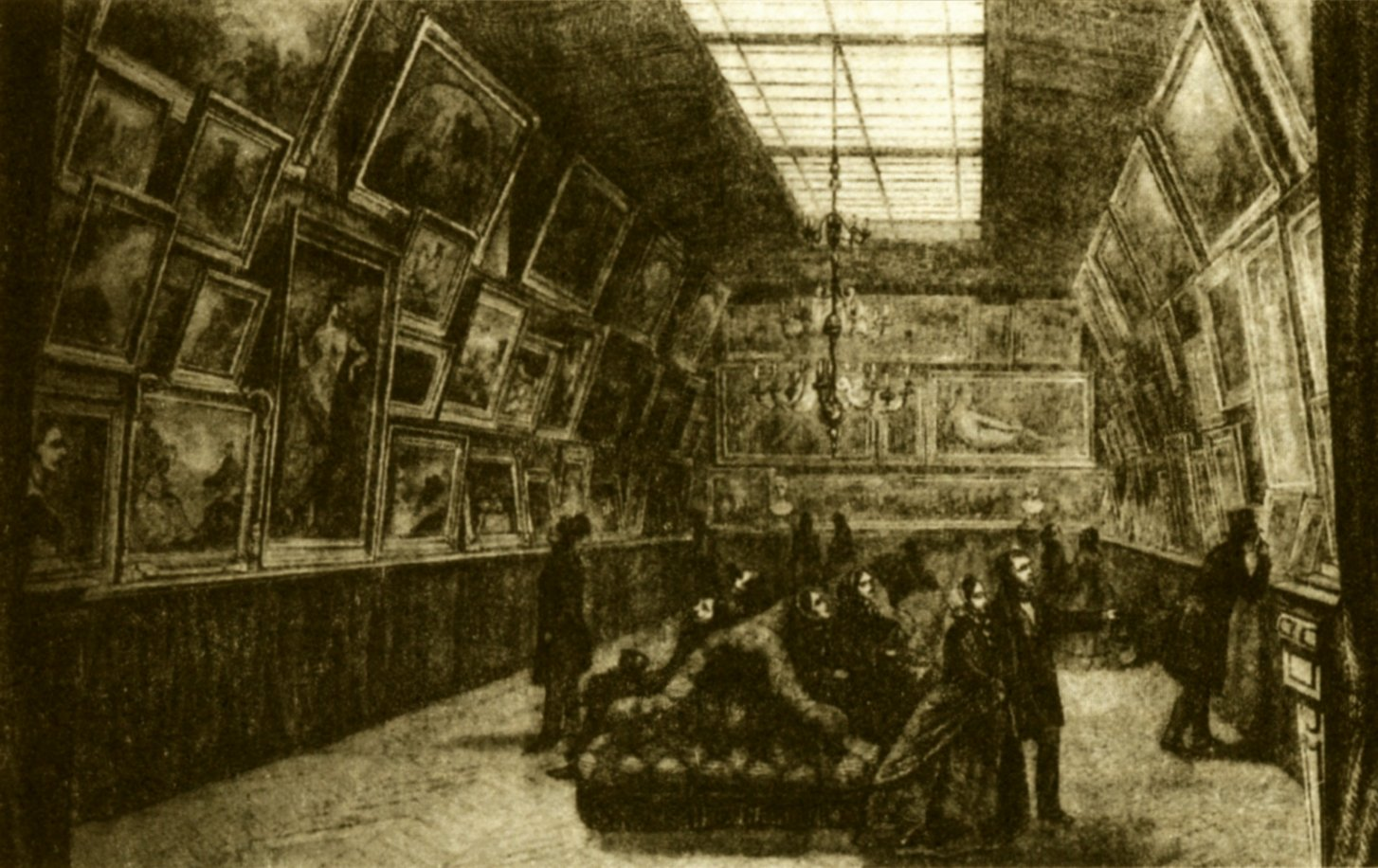
Galerie Goupil & Cie., Innenansicht um 1860, Zeichnung von Alfred Guesdon (1808–1876)

Nach dem Tode Rittners im Jahr 1840 ging Goupils Unternehmen mit Théodore Vibert (1816–1850) unter der Bezeichnung Goupil, Vibert & Cie. eine neue Partnerschaft ein. 1845 eröffnete die Firma eine Filiale in London und 1846 eine weitere am Broadway in Manhattan, New York City, die 1857 von Goupils Mitarbeiter Michael Knoedler übernommen wurde und weiterhin mit dem Pariser Mutterhaus kooperierte. Aus dem Unternehmen, das von 1850 bis 1884 den Namen Goupil & Cie. trug, entwickelte Goupil den bedeutendsten europäischen Kunstverlag des 19. Jahrhunderts. 1861 wurden zwei neue Filialen eröffnet, in Berlin und Den Haag, 1863 in Brüssel, schließlich noch in Wien. Als Partner Goupils sorgte Cent van Gogh (1820–1888), ein Onkel von Vincent und Theo van Gogh, dafür, dass seine Neffen in Filialen des Unternehmens beschäftigt wurden. Ab 1884 wurde das Unternehmen unter der Bezeichnung Boussod, Valadon & Cie. weitergeführt.
1877 wurde Goupil im Range eines Offiziers in die Ehrenlegion aufgenommen.